# Frances Barber
Frances Barber, nata Frances J. Brookes (Wolverhampton, 13 maggio 1957), è un'attrice britannica.

## Biografia
È la quarta dei sei figli di S. W. Brookes e Gladys Simpson. Studentessa di arte alla Banglor University, si fidanza con il futuro regista Danny Boyle. Amica intima di Ian McKellen, ha aperto una libreria a suo nome in India. Nel 2006 Barber ha ricevuto una borsa di studio onoraria dall'Università di Wolverhampton. Nel 2016 ha sostenuto il Remain durante il Referendum sulla permanenza del Regno Unito nell'Unione europea.

## Filmografia parziale

### Cinema
- The Missionary, regia di Richard Loncraine (1982)
- Lo zoo di Venere (A Zed & Two Noughts), regia di Peter Greenaway (1985)
- Castaway, la ragazza Venerdì (Castaway), regia di Nicolas Roeg (1986)
- Prick Up - L'importanza di essere Joe, regia di Stephen Frears (1987)
- Sammy e Rosie vanno a letto (Sammy & Rosie Get Laid), regia di Stephen Frears (1987)
- Giorgino, regia di Laurent Boutonnat (1994)
- Still Crazy, regia di Brian Gibson (1998)
- 24 ore nella vita di una donna (Vingt-quatre Heures de la vie d'une femme), regia di Laurent Bouhnik (2002)
- El elegido, regia di Antonio Chavarrías (2016)
- Le stelle non si spengono a Liverpool (Film Stars Don't Die in Liverpool), regia di Paul McGuigan (2017)
- The Escape, regia di Dominic Savage (2017)
- La casa dei libri (The Bookshop), regia di Isabel Coixet (2017)
- Blue Iguana, regia di Hadi Hajaig (2018)

### Televisione
- Miss Marple (Agatha Christie's Marple) – serie TV, episodio 1x04 (2005)
- Hustle - I signori della truffa (Hustle) – serie TV, episodio 4x04 (2007)
- Doctor Who – serie TV, 7 episodi (2011)
- Delitti in Paradiso (Death in Paradise) – serie TV, 1 episodio 1x02 (2011)
- Silk – serie TV, 12 episodi (2012-2014)
- I Medici (Medici) – serie TV, episodi 1x01-1x02-1x03 (2016)
- L'ispettore Barnaby (Midsomer Murders) – serie TV, episodi 13x05-19x02 (2010-2017)
- I misteri di Whitstable Pearl (Whitstable Pearl) – serie TV, 6 episodi (2021)
- The Chelsea Detective – serie TV, 3 episodi (2022-2023)